# Avantprojecte (nàutica)

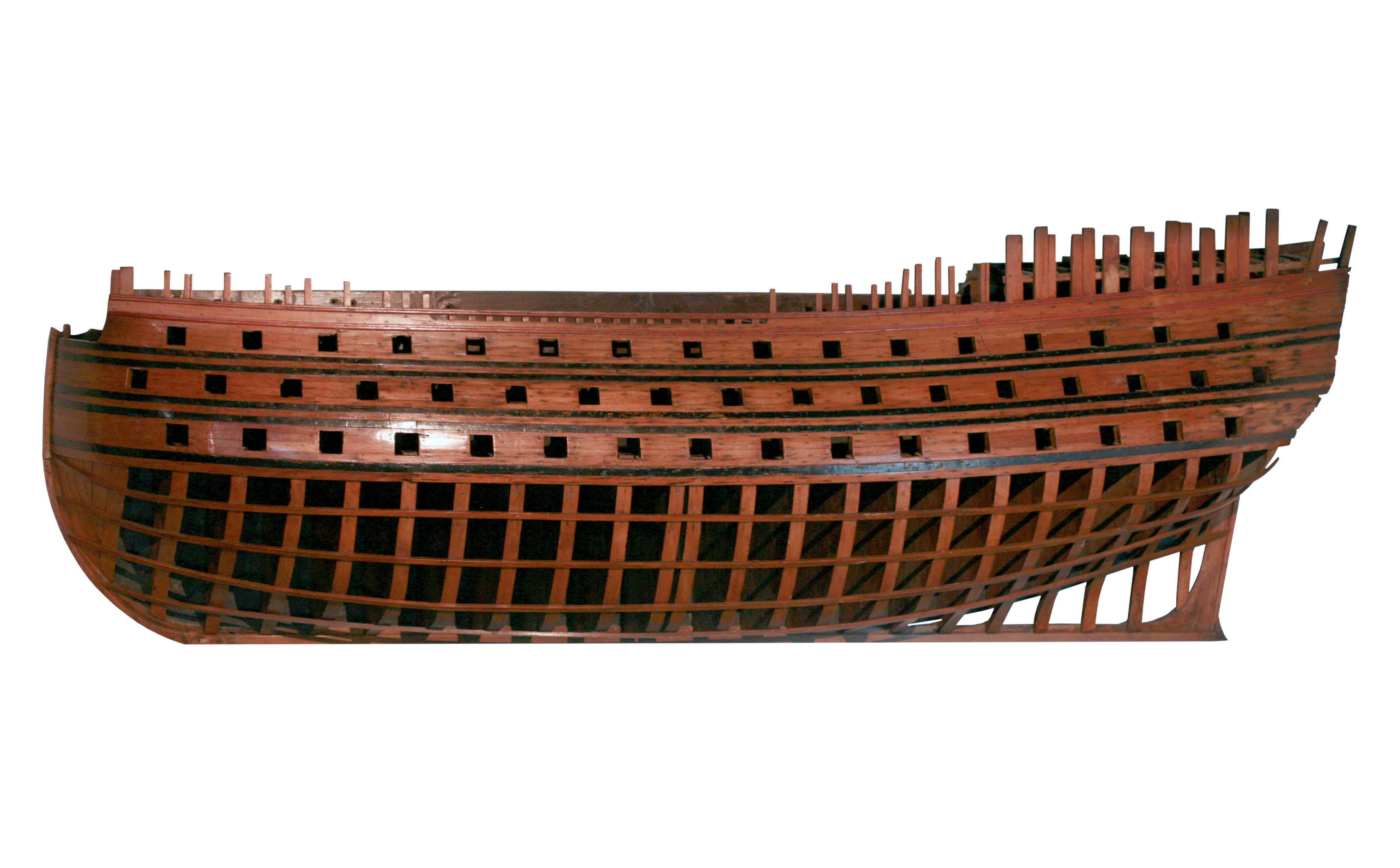
Avantprojecte d'un vaixell de 120 canons

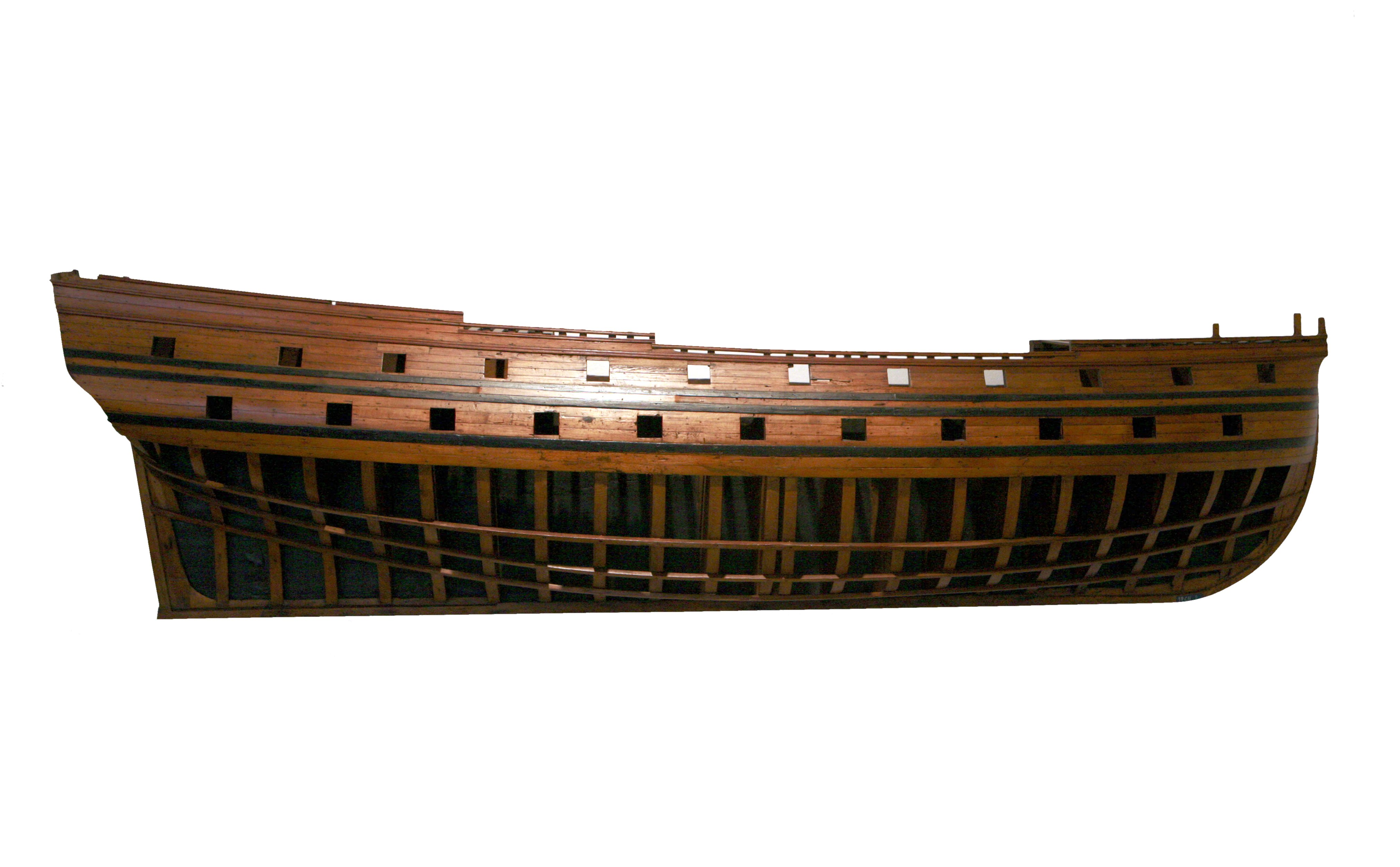
Avantprojecte d'un navili de línia de 46 canons

Un avantprojecte de vaixell (també conegut com "mig buc") és una maqueta de fusta amb només la meitat del buc d'un vaixell sense l'aparell ni la resta d'aditaments. Es feia normalment amb peces de fusta verticals o horitzontals, com es pot apreciar a la foto. Actualment ja no s'utilitzen per a la construcció naval, però se solen utilitzar com a element decoratiu.

## Antecedents
Abans del segle xx, els avantprojectes del buc es construïen com a mitjà de planificació del disseny i arrufament d'un vaixell i la garantia que seria completament simètric. Els avantprojectes es muntaven sobre una placa i eren perfectes maquetes a escala del buc del vaixell real per a poder-lo presentar a l'armador.
Amb l'arribada de disseny per ordinador, els avantprojectes ara es construeixen com un element decoratiu d'art nàutic (Modelisme naval) i es fan una vegada s'ha completat la construcció del vaixell real.

## Orlando Merrill
Aquest constructor naval, l’any 1794, va inventar i promocionar (desinteressadament) el mig-model format per llistons de fusta apilats i desmuntables. Una idea tan senzilla com revolucionària. El model permetia determinar la forma del buc segons les idees del dissenyador i comprovar-les visualment. A més, feia possible convertir fàcilment les línies d’aigua en plànols constructius.

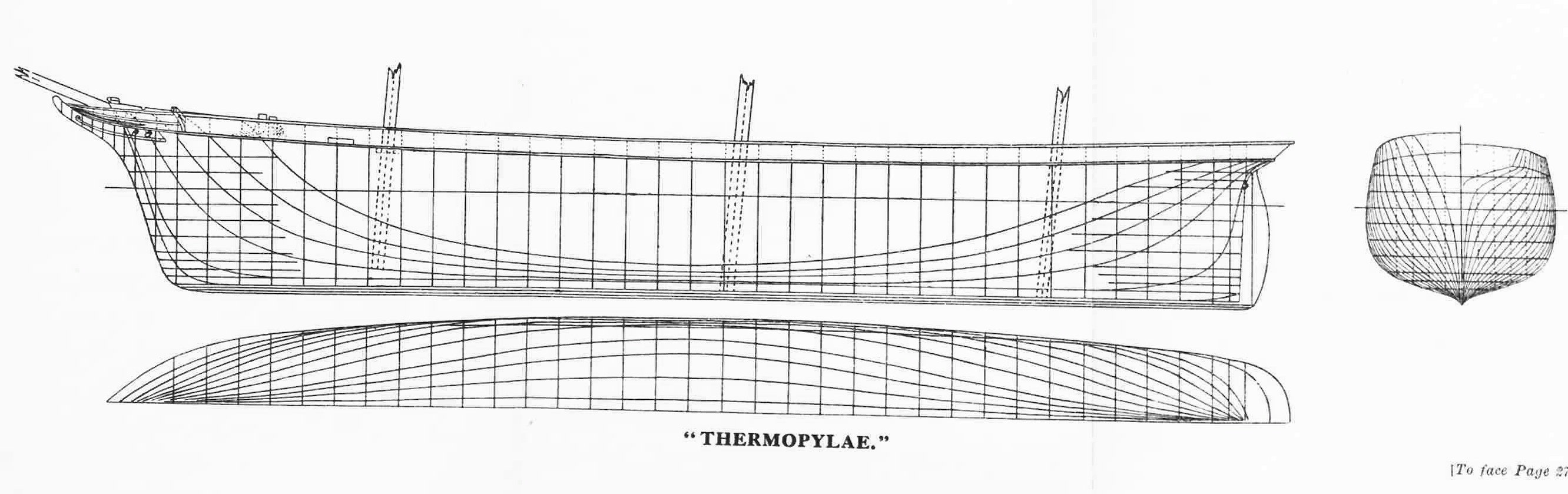
Plànol de formes del Thermopylae. Un mig-model format per peces horitzontals apilades permet dibuixar les línies d'aigua longitudinals indicades a la part inferior.